# Journal de l'université du Zhejiang
Le journal de l'université du Zhejiang est une revue scientifique à comité de lecture publiée par Zhejiang University Press, maison d'édition de l'université du Zhejiang (République populaire de Chine). Le journal, constitué de 8 journaux spécialisés, couvre des domaines tels que la science, la médecine, l'ingénierie, les lettres, ou encore les sciences sociales.

## Journaux
- Journal of Zhejiang University Science A: Applied Physics and Engineering (en collaboration avec Springer Science+Business Media)
- Journal of Zhejiang University Science B: Biomedicine & Biotechnology (en collaboration avec Springer Science+Business Media)
- Frontiers of Information Technology & Electronic Engineering (depuis 2015) (en collaboration avec Springer Science+Business Media et le Chinese Academy of Engineering ; anciennement Journal of Zhejiang University Science C)
- Journal of Zhejiang University: Engineering (en chinois)
- Journal of Zhejiang University: Agriculture & Life Science (en chinois)
- Journal of Zhejiang University: Science (en chinois)
- Journal of Zhejiang University: Medicine/Medical Sciences (en chinois)
- Journal of Zhejiang University: Humanities & Social Sciences (en chinois)